# Raikküla (gemeente)
Raikküla (Estisch: Raikküla vald) was een gemeente in de Estlandse provincie Raplamaa. De landgemeente telde 1513 inwoners op 1 januari 2017 en had een oppervlakte van 229 km². De hoofdplaats was Tamme; deze plaats werd in oktober 2017 herdoopt in Kabala.
In oktober 2017 werd Raikküla bij de gemeente Rapla gevoegd. Drie plaatsen, Kõrvetaguse, Pühatu en Riidaku, gingen naar de gemeente Märjamaa.

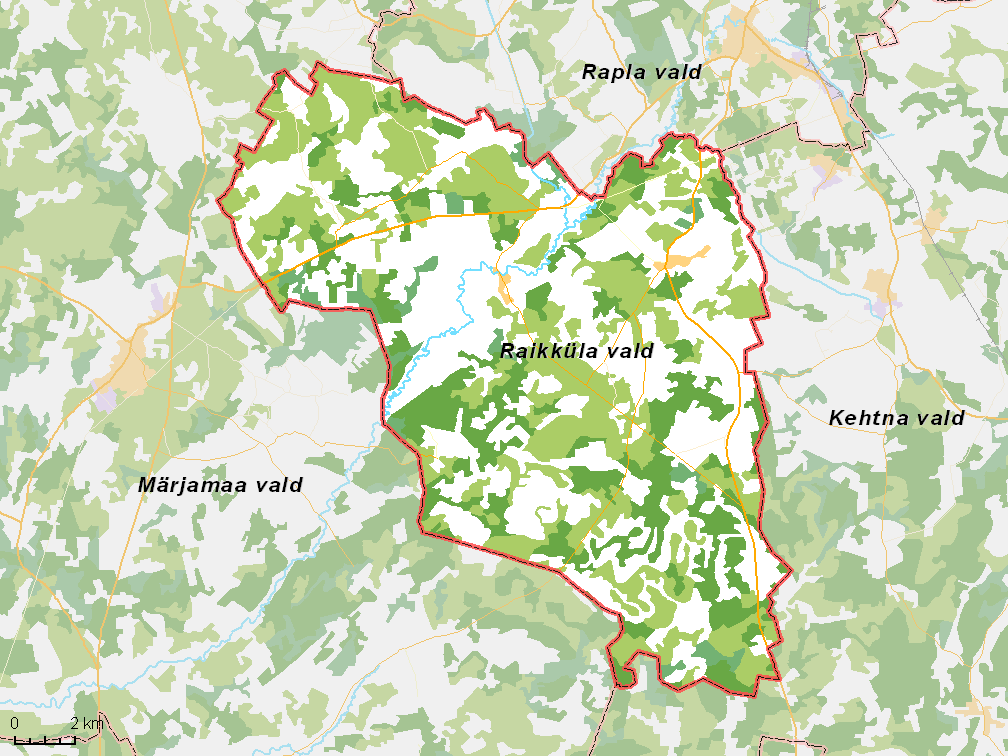
De gemeente met omliggende gemeenten, situatie begin 2017